# Fédération de football d'Allemagne du Sud
La Fédération de football d'Allemagne du Sud (SFV, allemand : Süddeutscher Fußball-Verband) est une fédération régionale de football membre de la DFB. La SFV couvre un très grand territoire comprenant le Bade-Wurtemberg, la Bavière et la Hesse. Elle regroupe un petit moins de dix mille clubs, pour un total de plus de 3 millions d'affiliés. En termes de palmarès national et international, la SFV est une des fédérations régionales les plus importantes.

## Histoire

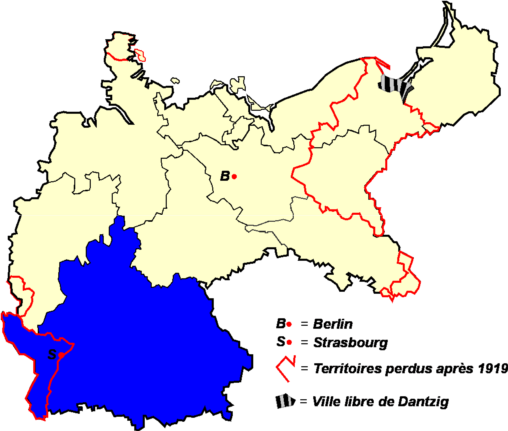
Territoires couverts par la VSFV.

La fondation de la VSFV est entérinée le 17 octobre 1897 dans le restaurant Zum Landsknecht, à Karlsruhe. Les huit membres fondateurs étaient:
- Le Karlsruher Fußball-Verein, représenté par Richard Drach,
- Le Fußball-Klub Pforzheim, représenté par Emil Meid,
- Le FC Fidelitas Karlsruhe, représenté par E. Dietz[2],
- Le Fußballklub Heilbronn, représenté par A. Meyer,
- Le FC Phönix Karlsruhe, représenté par Arthur Beier,
- Le Hanauer Fußball-Klub 1893, représenté par W. Guckemus,
- Le Mannheimer Fußballgesellschaft 1896, représenté par S. Seiler,
- Le Frankfurter FC Germania, représenté par Fritz Seidenfaden.

Aucun président n'émanera de cette assemblée : un comité sera mis en place, dirigé dans un premier temps par Richard Drach, puis par Fritz Seidenfaden. Ce n'est que lors de la première journée du football sud-allemand à Pâques 1898 qu'est élu le premier président de la VSFV, Friedrich Wilhelm Nohe, le président du KFV, qui occupera ce poste jusqu'en 1907.
Le développement du football dans les années 1890 en Allemagne du Sud se fait de manière particulièrement lente. En dehors de l'ancien bastion de Karlsruhe, il n'existait que peu d'associations, il n'y avait aucun championnats locaux, et les équipes ne se rencontraient que lors de matchs amicaux. C'est lors de la saison 1897-1898 que la VSFV organise le premier championnat d'Allemagne du Sud. Le premier club à être sacré champion est le Freiburger FC 1897, qui bat en finale le Karlsruher FV, lors d'un match joué à Strasbourg le 4 janvier 1898, sur le score de 2-0.
Il a fallu attendre la saison 1903-1904 pour que la Ligue organise un championnat de poules dans son aire de fonctionnement, qui a été divisée en districts à cet effet. Le District du Nord comprenait la région de l'Ouest du Main (Frankfurt/Wiesbaden et leurs environs), la région de l'Est du Main (Hanau, Offenbach, Darmstadt, Aschaffenburg et leurs environs), et le Palatinat (Mannheim, Heidelberg et leurs environs). Le District du Sud étaient partagées entre les régions du Bade-moyen (Karlsruhe et ses environs), du Rhin-Supérieur (Fribourg, Strasbourg, Mulhouse, et leurs environs) et le pays souabe (Stuttgart et ses environs). Les championnats se faisaient, en fonction du nombre d'équipes disponibles, en deux ou trois séries. En Bavière, il n'y avait pas de championnat organisé jusqu'à la saison 1904-1905 où une division a été créée, et fut intégrée au District du Sud.
Durant les premières années du XXe siècle, le développement du football en Allemagne du sud s'accélère.
Le 28 janvier 1900, la VSVF était représentée lors de l'assemblée constitutive de la Deutscher Fussball-Bund (DFB) à Leipzig. La "VSFV" entra vite en conflit avec la DFB quant au jeu et à son organisation. La fédération régionale du Sud se montra très vite un organisme influent.
Le 18 juillet 1914, la fédération régionale changea son nom en Süddeutscher Fußball-Verband (SFV).
Après la Première Guerre mondiale, les clubs alsaciens qui lui étaient affiliés participent pour la plupart à la Division d'Honneur organisée par la Ligue d'Alsace de football. Il s'agit notamment du FC Mulhouse et de l'AS Strasbourg.
Le 13 novembre 1927, la "SFV " fusionne avec la "Süddeutschen Verband für Leichtathletik" et prend le nom de Süddeutscher Fußball-und Leichtathletik-Verband (SFLV).

### Membres fondateurs
- Karlsruher FV
- 1. FC Pforzheim
- FC Fidelitas Karlsruhe
- Fußballklub Heilbronn
- Karlsruher FC Phönix
- Hanauer Fußball-Klub 1893
- Mannheimer Fußball-Gesellschaft 1896
- Frankfurter FC Germania 1894

### Subdivision de la SFV après 1919
Lors de la première réunion faisant suite à la Première Guerre mondiale, les 30 et 31 août 1919, à Heilbronn, la « SFV » réorganise sa structuration en quatre groupes de neuf districts.
- Nord-Gruppe (« Mittelmain-Kreis », « Westmain-Kreis »)
- Ost-Gruppe (« Kreis Südbayern », « Kreis Nordbayern »)
- Süd-Gruppe (« Kreis Schwaben », « Kreis Baden »)
- West-Gruppe (« Neckar-Kreis », « Rhein-Kreis »)

Comme le Palatinat est occupé par les troupes françaises, il est décidé, pour faciliter les déplacements de partager le « Rhein-Kreis » en deux districts le « Odenwaldkreis » et le « Pfalzkreis ».
Les dix champions de districts (« Kreismeister ») disputaient un tour final pour désigner le Champion d'Allemagne du Sud. Celui-ci participait à la phase finale du championnat national.

### Championnat d'Allemagne du Sud
De 1898 à 1933, la VSFB/SFV organise son propre championnat. Le Champion d'Allemagne du Sud participe au tour final national (à partir de 1925, le vice-champion est aussi qualifié).

#### Palmarès du Championnat d'Allemagne du Sud
- Verbandes Süddeutscher Fußball-Vereine

| - 1898: Freiburger FC - 1899: FV Straßburg 1890 – - 1900: FV Straßburg 1890 – - 1901: Karlsruher FV - 1902: Karlsruher FV - 1903: Karlsruher FV - 1904: Karlsruher FV - 1905: Karlsruher FV - 1906: 1. FC Pforzheim | - 1907: Freiburger FC - 1908: Stuttgarter Kickers - 1909: FC Phönix Karlsruhe - 1910: Karlsruher FV - 1911: Karlsruher FV - 1912: Karlsruher FV - 1913: Stuttgarter Kickers - 1914: SpVgg Fürth |

- Süddeutschen Fußball-Verbandes

| - 1915: non organisé - 1916: 1. FC Nürnberg - 1917: Stuttgarter Kickers - 1918: 1. FC Nürnberg - 1919: non organisé - 1920: 1. FC Nürnberg - 1921: 1. FC Nürnberg | - 1922: FC Wacker München - 1923: SpVgg Fürth - 1924: 1. FC Nürnberg - 1925: VfR Mannheim - 1926: FC Bayern München - 1927: 1. FC Nürnberg - 1928: FC Bayern München | - 1929: 1. FC Nürnberg - 1930: SG Eintracht Frankfurt - 1931: SpVgg Fürth - 1932: SG Eintracht 1899 Frankfurt - 1933: FSV Frankfurt |

#### Champions régionaux
Les équipes en lettres grasses furent Champion d'Allemagne du Sud l'année concernée.

##### 1907 à 1919
| Année | Nordkreis          | Ostkreis          | Südkreis            | Westkreis               |
|       |                    |                   |                     |                         |
| 1907  | FC Hanau 93        | 1. FC Nürnberg    | Freiburger FC       |                         |
| 1908  | FC Hanau 93        | 1. FC Nürnberg    | Stuttgarter Kickers | Ludwigshafener FC Pfalz |
| 1909  | FC Hanau 93        | 1. FC Nürnberg    | Phönix Karlsruhe    | FV Kaiserslautern       |
| 1910  | Victoria Hanau     | FC Bayern München | Karlsruher FV       | Mannheimer FG           |
| 1911  | SV Wiesbaden       | FC Bayern München | Karlsruher FV       | Mannheimer FG           |
| 1912  | Frankfurter FV     | SpVgg Fürth       | Karlsruher FV       | Phönix Mannheim         |
| 1913  | Frankfurter FV     | SpVgg Fürth       | Stuttgarter Kickers | VfR Mannheim            |
| 1914  | Frankfurter FV     | SpVgg Fürth       | Stuttgarter Kickers | VfR Mannheim            |
| 1915  | non organisé       | non organisé      | non organisé        | non organisé            |
| 1916  | FC Hanau 93        | 1. FC Nürnberg    | Freiburger FC       | Ludwigshafener FC Pfalz |
| 1917  | FSV Frankfurt      | SpVgg Fürth       | Stuttgarter Kickers | Ludwigshafener FC Pfalz |
| 1918  | Amicitia Frankfurt | 1. FC Nürnberg    | Union Stuttgart     | Phönix Mannheim         |
| 1919  | Frankfurter FV     | non organisé      | non organisé        | non organisé            |

### 1920 à 1923
| Année | Nordbayern     | Südbayern         | Württemberg            | Südwest         | Odenwald         |
| 1920  | 1. FC Nürnberg | FC Bayern München | Stuttgarter SC         | Freiburger FC   | Waldhof Mannheim |
| 1921  | 1. FC Nürnberg | Wacker München    | Stuttgarter Kickers    | 1. FC Pforzheim | Waldhof Mannheim |
| 1922  | SpVgg Fürth    | Wacker München    | Sportfreunde Stuttgart | Karlsruher FV   | VfR Mannheim     |
| 1923  | SpVgg Fürth    | FC Bayern München | Stuttgarter Kickers    | 1. FC Pforzheim | Phönix Mannheim  |

| Année | Hessen             | Nordmain            | Südmain           | Pfalz                   | Saar                 |
| 1920  | Germania Wiesbaden | Frankfurter FV      | Kickers Offenbach | Ludwigshafener FC Pfalz | Saar 05 Saarbrücken  |
| 1921  | FSV Mainz 05       | Eintracht Frankfurt | Kickers Offenbach | Phönix Ludwigshafen     | Borussia Neunkirchen |
| 1922  | SV Wiesbaden       | Germania Frankfurt  | VfL Neu-Isenburg  | Phönix Ludwigshafen     | Borussia Neunkirchen |
| 1923  | SV Wiesbaden       | FSV Frankfurt       | Kickers Offenbach | Phönix Ludwigshafen     | Borussia Neunkirchen |

### 1924 à 1927
| Année | Bayern            | Mainzbezirk   | Rheinbezirk      | Rheinhessen-Saar     | Württemberg-Baden   |
| 1924  | 1. FC Nürnberg    | FSV Frankfurt | Waldhof Mannheim | Borussia Neunkirchen | Stuttgarter Kickers |
| 1925  | 1. FC Nürnberg    | FSV Frankfurt | VfR Mannheim     | SV Wiesbaden         | Stuttgarter Kickers |
| 1926  | FC Bayern München | FSV Frankfurt | VfR Mannheim     | FV Saarbrücken       | Karlsruher FV       |
| 1927  | 1. FC Nürnberg    | FSV Frankfurt | VfL Neckarau     | FSV Mainz 05         | VfB Stuttgart       |

### 1928 à 1933
| Année | Baden            | Württemberg         | Nordbayern     | Südbayern         |
| 1928  | Karlsruher FV    | Stuttgarter Kickers | SpVgg Fürth    | FC Bayern München |
| 1929  | Karlsruher FV    | Germania Brötzingen | 1. FC Nürnberg | FC Bayern München |
| 1930  | Freiburger FC    | VfB Stuttgart       | SpVgg Fürth    | FC Bayern München |
| 1931  | Karlsruher FV    | Union Böckingen     | SpVgg Fürth    | FC Bayern München |
| 1932  | Karlsruher FV    | 1. FC Pforzheim     | 1. FC Nürnberg | FC Bayern München |
| 1933  | Phönix Karlsruhe | Stuttgarter Kickers | 1. FC Nürnberg | FC Bayern München |

| Année | Main                | Hessen         | Rhein            | Saar                 |
| 1928  | Eintracht Frankfurt | Wormatia Worms | Waldhof Mannheim | FV Saarbrücken       |
| 1929  | Eintracht Frankfurt | Wormatia Worms | VfL Neckarau     | Borussia Neunkirchen |
| 1930  | Eintracht Frankfurt | Wormatia Worms | Waldhof Mannheim | FK Pirmasens         |
| 1931  | Eintracht Frankfurt | Wormatia Worms | Waldhof Mannheim | FK Pirmasens         |
| 1932  | Eintracht Frankfurt | FSV Mainz 05   | Waldhof Mannheim | FK Pirmasens         |
| 1933  | FSV Frankfurt       | FSV Mainz 05   | Waldhof Mannheim | FK Pirmasens         |

### Dissoute de 1933 à 1949
Le 6 août 1933, la fédération régionale est dissoute. Elle ne reprend ses activités que les 19 décembre 1949, quelques mois après la constitution de la République fédérale et la restauration de la DFB.

## Ligues

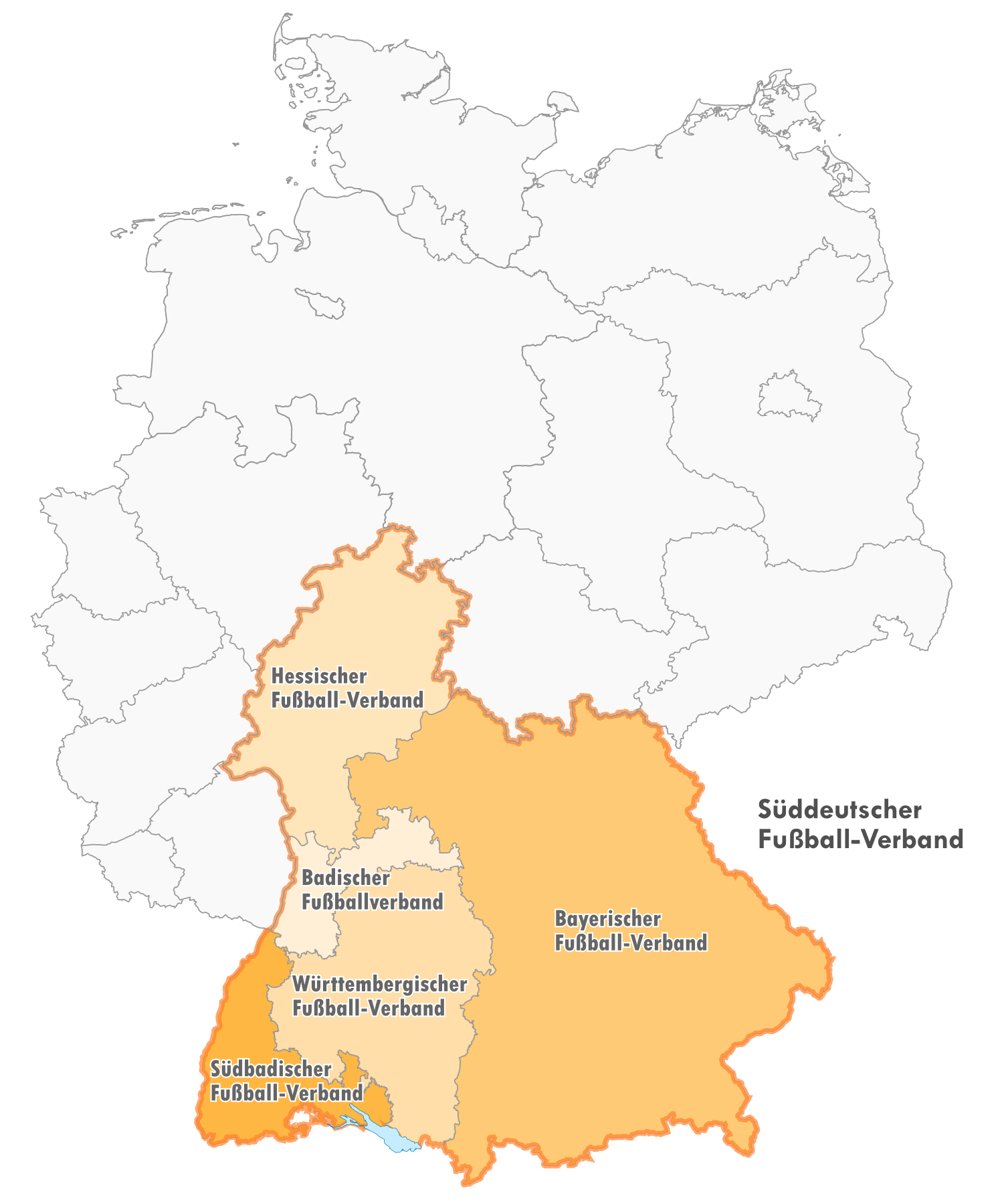
Territoires couverts par la SFV

Contrairement à d'autres fédérations régionales, de nos jours, la SFV n'a plus une ligue supérieure unique de niveau 5. Au niveau 4, ses clubs sont répartis depuis 2012 entre la Regionalliga Sud Ouest et la Regionalliga Bavière.

## Clubs phares
Parmi les clubs les plus réputés et les plus titrés de la FRVS, citons:
- FC Bayern München
- 1. FC Nürnberg
- Eintracht Frankfurt
- VfB Stuttgart
- Karlsruher SC

## Organisation mère
Cette fédération chapeaute cinq autres fédérations régionales ou locales:
- Badischer Fußballverband (bfv)
- Südbadischer Fußball-Verband (SBFV)
- Bayerischer Fußball-Verband (BFV)
- Hessischer Fußballverband (HFV)
- Württembergischer Fußball-Verband (WFV)

Logo de la bfv ("Bade")
Logo de la SBFV
Logo de la BFV ("Bavière")
Logo de la HFV
Logo de la WFV

### Les autres fédérations régionales
- Fédération de football d'Allemagne du Nord
- Fédération ouest-allemande de football
- Fédération régionale de football du Sud-Ouest de l'Allemagne
- Fédération de football d'Allemagne du Nord-Est